# 五路財神
五路財神或五路神是中国民间奉为财神的神祗。有多种说法，或指《封神演义》中的赵公明與四名部下；或指传说元末禦寇而死的義士「何五路」；或认为是从行神演变而来，取“出门五路皆得财”之意；或认为是从五显神演变而来:24。

## 赵公明及其部下
民间把《封神演义》中的赵公明及其四名部下：招寶天尊萧升、納珍天尊曹宝、利市仙官姚少司、招財使者陳九公奉为五路財神:27。其中赵公明称为中路财神。在台湾中部有财神文化祭和迎中财神的习俗。

## 何五路
一种说法认为，五路神是指元末一位禦寇而死的義士何五路。姚福均《鑄鼎餘聞》和黄斐默《集说诠真》对此都有记载，但二人都认为何五路与五路神并无渊源关系，可能只是名字相近混淆了。

## 顧野王五子
据《集说诠真》记载，传说顧野王五子死后被建祠供奉，明朝时称五显灵顺庙，五显为显聪、显明、显正、显直，显德，苏州楞伽山香火最盛，称为五圣。康熙时汤斌任江苏巡抚，拆掉了神祠，改称为五路神。

## 转世五香童
据《财神宝卷》记载，传说玉帝殿前有五位香童，投胎到杜姓富豪家，长大后外出经商。一次买鱼放生，救了龙王三太子，龙王为报答他们，让五子富可敌国，后来玉帝封五子为五路财神。

## 五位商人
据《五路财神宝卷》记载，有同年同月同日出生的杜、尚、华、陈、孙五人在杭州烧香相遇并结拜为兄弟。在观音像前将香案拍卖作为经商本钱。卖扇子遇到天寒，却值太子登基向上天借了一个月的暑天，发了大财；后来又卖姜，正赶上瘟疫流行，又赚了钱。之后五人重修观音殿还愿，死后被封为五路財神。

## 五个江洋大盗
传说有唐、刘、张、葛、李五个劫富济贫的江洋大盗，死后建五哥庙供奉，后成为五路財神，又称五显财神:26。

## 五位家神
民间有将土地公、马王爷（或牛王爷）、仙姑、财神和灶王爷五位家神合称为五路神，财神只是其中之一，五路神不都是财神。